# ToeJam and Earl in Panic on Funkotron
ToeJam and Earl in Panic on Funkotron est un jeu vidéo de plates-formes sorti en 1993 sur Mega Drive. Développé par Johnson Voorsanger Productions et édité par Sega, le jeu a été conçu par Greg Johnson. Il fait suite à ToeJam and Earl sorti en 1991. Il est aussi sorti sur la console virtuelle de la Wii.